# Tor (rycerz Okrągłego Stołu)
Sir Tor – według legend arturiańskich  był jednym z Rycerzy Okrągłego Stołu.
We wcześniejszych wersjach ojcem Tora jest Król Ars z Aries, podczas gdy
w cyklu Post-Vulgate i w Le Morte d’Arthur Thomasa Malory’ego jest to jego przybrany ojciec, a ojcem biologicznym Tora jest Król Pellinore. Według tych późniejszych wersji jest on bratem Sir Aglovale’a, Sir Lamoraka, Sir Dronara, Sir Persifala i Didrane. Przychodzi na świat po tym, jak Pellinore śpi z jego matką "na poły przemocą". Niedługo potem matka Tora wychodzi za Ariesa, który tutaj nie jest królem, ale pasterzem. Tor i jego dwunastu przybranych braci dorastają jako pasterze, ale Tor marzy o zostaniu rycerzem. Wreszcie jego rodzice zabierają go na dwór Artura, a król czyni go jednym z pierwszych rycerzy okrągłego stołu. Później Merlin wyjawia prawdziwe pochodzenie Tora, a Pellinore przyjmuje go jako swego syna.
Tor odznacza się podczas wesela Artura i Ginewry, kiedy to wyrusza na wyprawę, by odzyskać tajemniczego białego brachet hound, który przybył na dwór.